# Polyplax chinensis
Polyplax chinensis är en insektsart som beskrevs av Ferris 1923. Polyplax chinensis ingår i släktet Polyplax och familjen ledlöss. Inga underarter finns listade i Catalogue of Life.